# Микулкин
Мику́лкин, Мику́лкин Нос — мыс на полуострове Канин Чёшской губы Баренцева моря. Административно находится на территории Ненецкого автономного округа Архангельской области России.
Рядом с мысом располагался посёлок одноимённый посёлок, метеостанция, полярная станция.
Сложен кристаллическими сланцами, представляет скалистое юго-восточное завершение платообразного кряжа Канин Камень.
Крайняя юго-восточная точка полуострова Канин, крайняя западная точка Чёшской губы.